# Nikólaosz Matúszisz
Nikólaosz Matúszisz , görögül Νικόλαος Ματούσης; Szamarina, Görögország, 1899. augusztus 15. – Athén, 1991. március 11.) cincár jogász, politikus és pindoszi régens.

## Élete
Matúszisz Szamarinában, a Pindosz hegységeben született. Ifjúkorában lelkes cincár (aromán) nacionalista volt, s rövid ideig a kommunista pártnak is tagja volt. Larisszában praktizált ügyvédként, amikor 1941-ben csatlakozott Alcibiadi Diamandi Római Légiójához. Még az évben kinevezték az autonóm pindosz kormány miniszterelnökévé. 1942 júniusában, miután Diamandi kénytelen volt Romániába távozni, Matúszisz lett az autonóm fejedelemség régense. Athénban sikertelenül tárgyalt a görög hatóságokkal a cincár állam státusáról, ezért ő is lemondott és Bukarestbe ment. Utóda – 1943. augusztus-szeptember között, tényleges hatalom nélkül – a magyar Cseszneky Gyula gróf lett.
A kommunista Romániában 20 év börtönre ítélték, s az ítélet nagy részét ki is töltötte a Duna-delta egyik börtönszigetén.
1964-ben sikerült Görögországba távoznia, ahol id. Jórgosz Papandréu miniszterelnök javaslatára felmentették a háborús bűnök elkövetésének vádja alól, majd 1976-ban a görög bíróság teljesen rehabilitálta. Matúszisz az ellene felhozott vádakkal kapcsolatban azt állította, hogy egyetlen célja Szaloniki bolgár megszállásának megakadályozása volt. Egészen 1981-ig köztiszteletben álló tagja volt az athéni ügyvédi kamarának.

## Külső hivatkozások
- Η άλλη Ξένη (görögül)
- Η ρουμάνικη προπαγάνδα (görögül)